# Hotel Niederländischer Hof

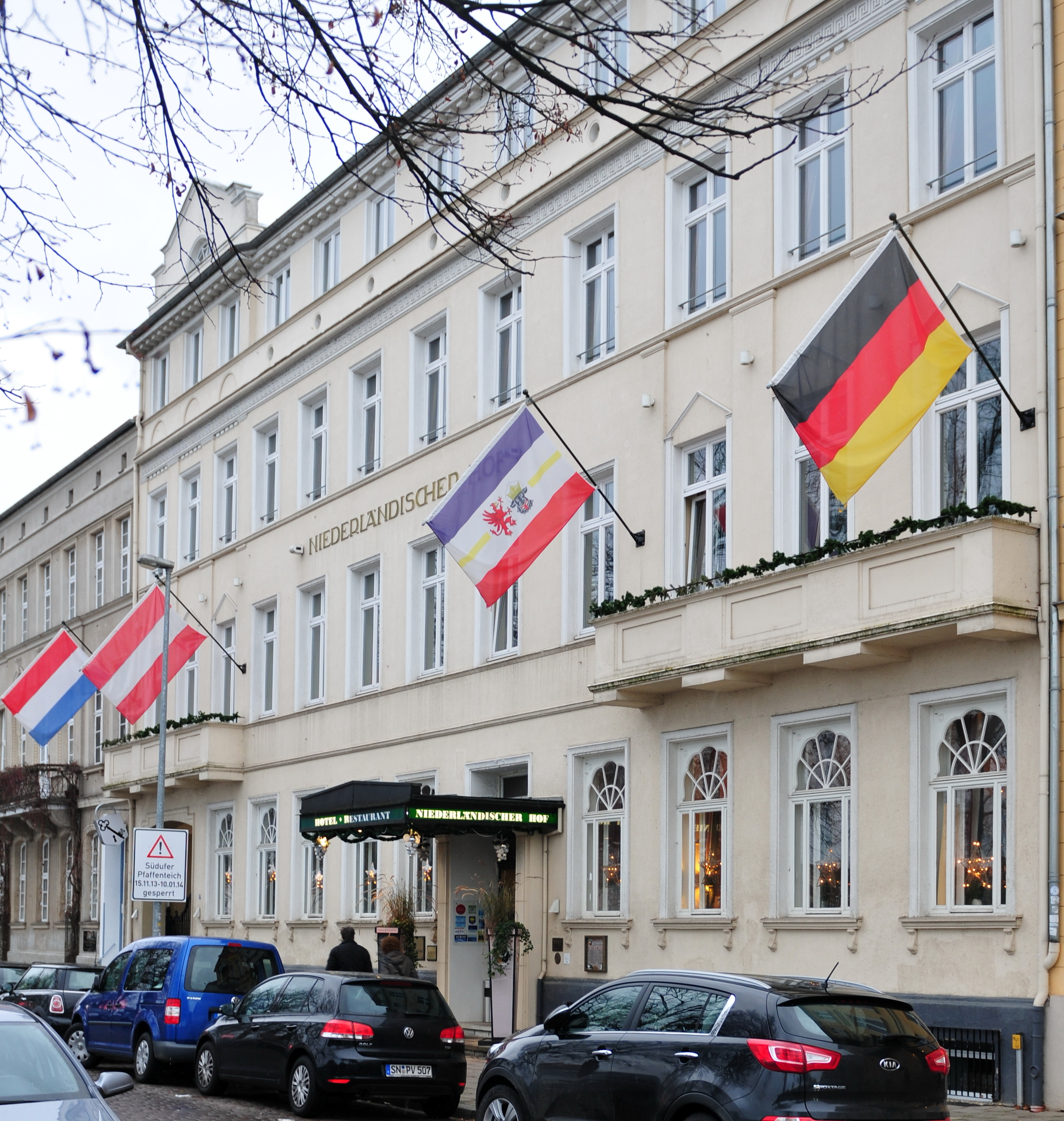
Hotel am Pfaffenteich

Das Gebäude Hotel Niederländischer Hof in Schwerin, Stadtteil Paulsstadt, Alexandrinenstraße 12/13, ist ein Baudenkmal in Schwerin.

## Geschichte

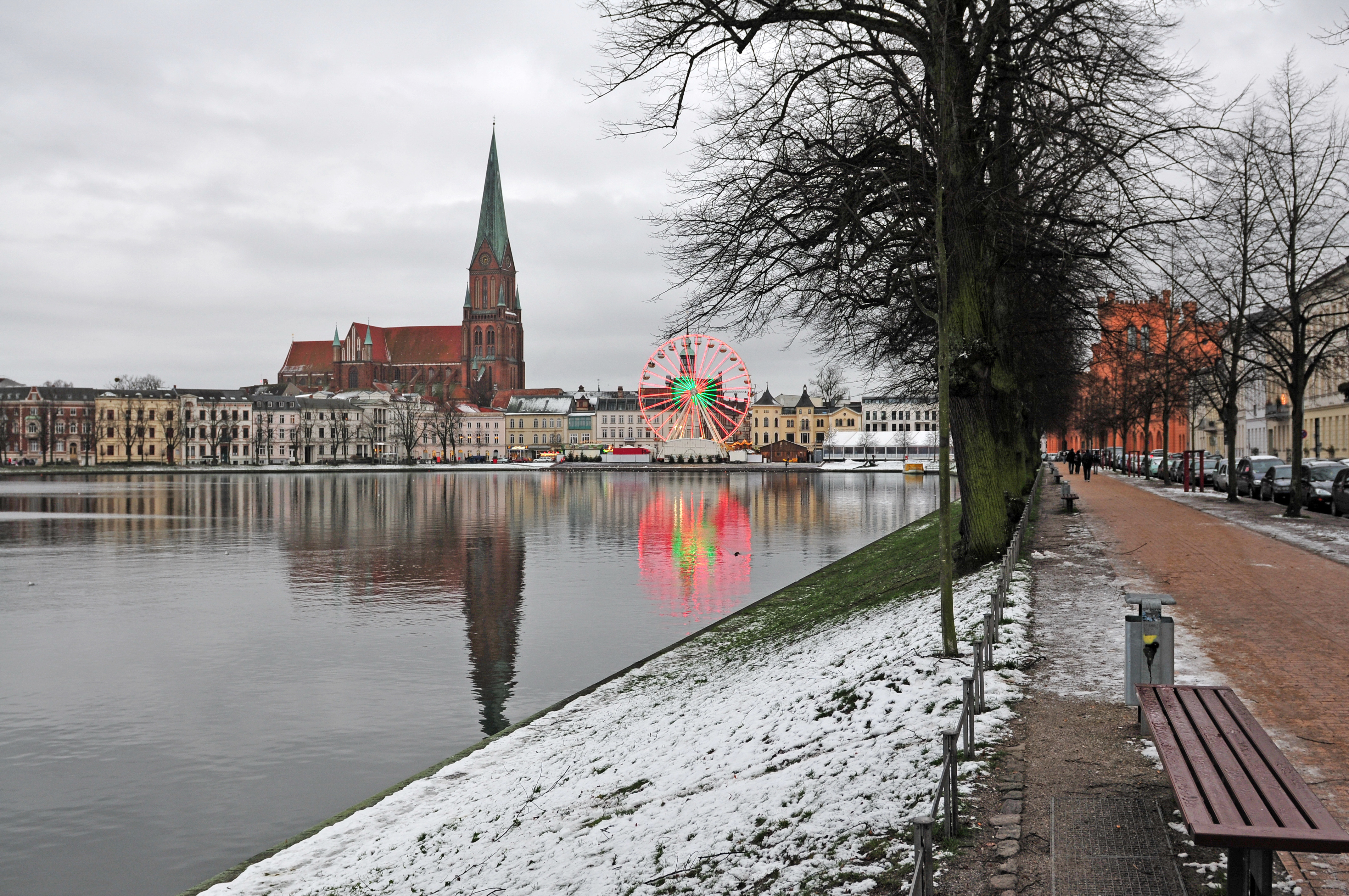
Blick vom Hotel zum Pfaffenteich

1901 benannte Hermann Krasemann sein Haus in der Wilhelmstraße (heute Straße Zum Bahnhof) Hotel Niederländischer Hof, als Herzog Heinrich zu Mecklenburg – jüngster Sohn des Großherzogs Friedrich-Franz II. – die niederländische Königin Wilhelmina heiratete. Dieses Haus wurde 1881 gebaut.
1921 zog Krasemanns Hotel an die heutige Alexandrinenstraße 12/13. Das vorhandene viergeschossige, zwölfachsige neoklassizistische Gebäude wurde deshalb nach Plänen von Hans Stoffers zu einem Hotel umgebaut. Das Haus hatte Aufzüge, eine kleine Bibliothek, Kaminzimmer, edle Tapeten sowie alte Kronleuchter. Die Zimmer verfügten über Himmelbetten, fließend Warm- und Kaltwasser sowie Fernsprechapparate; Altes und Modernes trafen sich. Krasemann erhielt 1922 das Prädikat „Hoflieferant Ihrer Majestät der Königin und seiner Königlichen Hoheit Herzog Heinrich zu Mecklenburg“.
Die Sängerin Claire Waldoff, der Komponist Paul Lincke, die Schauspielerinnen Asta Nielsen und Olga Tschechowa, der Clown Crock, Kapitän Felix Graf von Luckner, der Tenor José Carreras und der Schauspieler Klaus-Maria Brandauer waren hier Gäste. Bis 1970 führte die Familie Krasemann das Haus, danach die Volkseigene Gaststätten- und Hotelorganisation der DDR. 1994 wurde das Gebäude privatisiert und bis 1998 saniert sowie 2000 um das Nachbargebäude erweitert.